# アントニオ・デカロ
アントニオ・デカロ（イタリア語: Antonio Decaro、1970年7月17日 - ）は、イタリアの政治家。バーリ市長、代議院（下院）議員を経て、2024年より欧州議会議員。

## 略歴
バーリ工科大学で土木建築と輸送に関する学位を取得後、プッリャ水道橋の副区長としての短期間実務経験を積み、2000年にANASに入社した。
2004年、バーリ市長のミケーレ・エミリアーノにモビリティと交通の評議員として招聘され、環境保護で名声を得た。デカロは、バーリのモビリティと交通政策の変化を特徴付けるイニシアチブとインフラの実装に貢献した。市内中心部への自動車の乗り入れ規制を行い、市民と通勤者のスペースとライフスタイルを区画することに努めた。
2010年には民主党からプッリャ州地域議会議員に立候補し、当選。2010年から2013年まで、地域議会の民主党議員団長を務めた。2013年イタリア総選挙で代議院（下院）議員に当選した。
2014年1月、Facebookページでバーリ市長の職に立候補する意向を発表した。6月には、前任者のミケーレ・エミリアーノ、民主党、左翼・エコロジー・自由、価値あるイタリア、民主中道党の支援を得て、市長に選出された。
2016年10月12日、イタリアの全国市長連盟の会長に選出された。
2024年、市長の2期目の任期が満了になるのを機に南イタリア選挙区から欧州議会議員選挙に立候補し、当選。バーリ市内では得票率40%を記録した。

## 発言
2020年3月、感染拡大する新型コロナウィルスのため、外出禁止令が出されたのにも関わらず外でピンポンをしていた若者に「ピンポンは禁止だ。帰って家でPlayStationで遊んでいろ。」と発言した。